# Duplar
Duplar (znanstveno ime Columba oenas) je vrsta ptice iz družine golobov (Columbidae). Vrsta je široko razširjena v zahodnem delu Palearktike, sega proti severu do srednje Skandinavije in proti jugu do severozahodne Afrike. Zahodne in južne populacije so stalno prisotne, medtem ko so severovzhodne populacije selivke, saj se izogibajo hladnim zimam na tistih območjih.

## Taksonomija
Goloba duplarja je leta 1758 prvi znanstveno opisal švedski naravoslovec Carl Linnaeus v deseti izdaji svojega dela Systema Naturae. Uvrstil jo je skupaj z vsemi drugimi golobi v rod Columba in mu dodelil dvočlensko ime Columba oenas. Vrstni pridevek oenas izhaja iz starogrške besede oinas, ki pomeni "golob".
Priznani sta dve podvrsti:
- C. o. oenas Linnaeus, 1758 – zahodna Evropa in severozahodna Afrika vzhodno do severnega Kazahstana, jugozahodne Sibirije in severnega Irana.
- C. o. yarkandensis Buturlin, 1908 – jugovzhodni Kazahstan in Uzbekistan do zahodne Kitajske; nekoliko bplj blede barve kot je C. o. oenas.

## Opis in biologija
Običajno je duplar svetlo sive ali rjave barve, na glavi in po vratu pa ima blešče zeleno liso. V dolžino doseže okoli 33 cm, tehta pa okoli 300 g. Razpon peruti je pri odraslih pticah okoli 65 cm. Noge so kratke in rdeče barve. Spola se med seboj ne razlikujeta. 
Duplar je edina evropska vrsta golobov, ki gnezdi v duplu. Če je v okolici dovolj dupel črne žolne ali drugih duplin, lahko osebki tvorijo majhne kolonije. Bivališča si duplar izbira na stičišču med gozdom in poljem ali travnikom. Samice običajni izležejo po dve beli jajci dolgi okoli 37 in široki okoli 27 mm.
Gnezdi v gozdu, kjer se pogosto druži tudi z grivarji, prehranjuje pa se večinoma na travnikih in poljih. Na leto ima od dva do tri zarode. Pozimi se del populacije seli v Sredozemlje.